# Aluminiumbronze

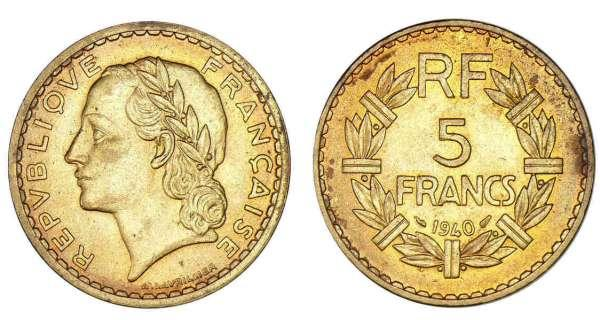
5-Franc-Münze (1940) aus Aluminiumbronze

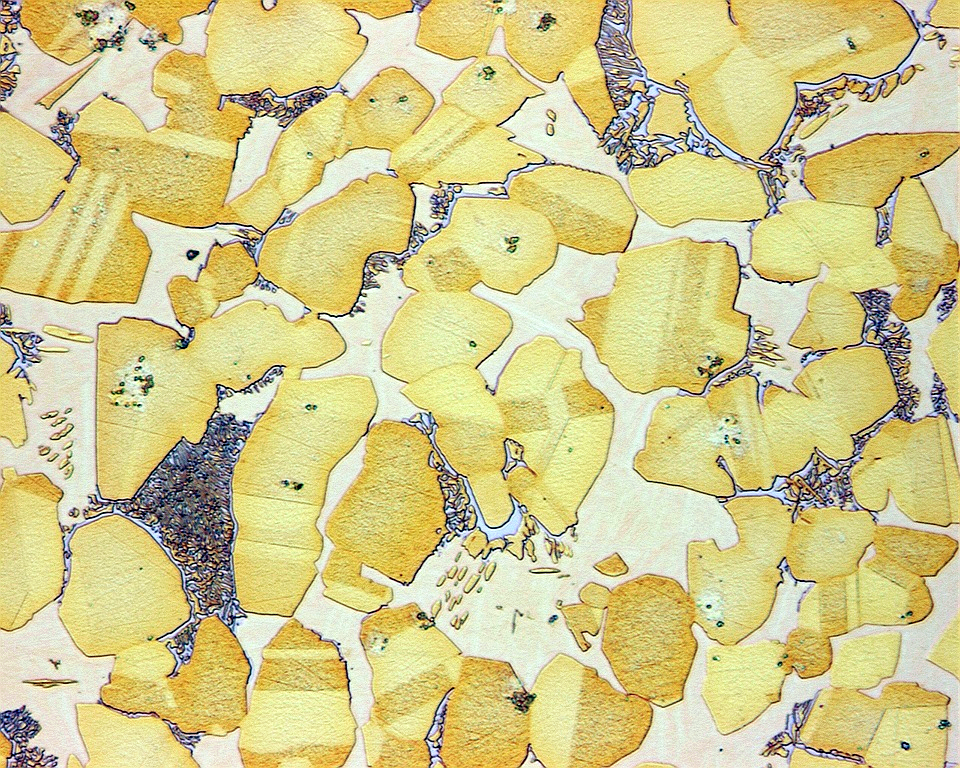
metallografischer Schliff mit 20 % Al, Vergrößerung 500:1

Als Aluminiumbronze wird eine goldgelbe, gieß- und schmiedbare Kupferlegierung (Bronze) mit Aluminium bezeichnet. Der Aluminiumgehalt liegt meist zwischen 9 % und 14 %. Weitere häufige Legierungselemente sind Eisen, Mangan und Nickel. Die im Deutschen Reich von 1923 bis 1939 geprägten Fünf- und Zehnpfennigmünzen sowie ebenda von 1923 bis 1925 geprägten Fünfzigpfennigmünzen bestanden aus einer solchen Legierung. Zuweilen wird als Aluminiumbronze auch eine Aluminiumpulver-Suspension als Anstrichfarbe bezeichnet.

## Kennwerte und Eigenschaften

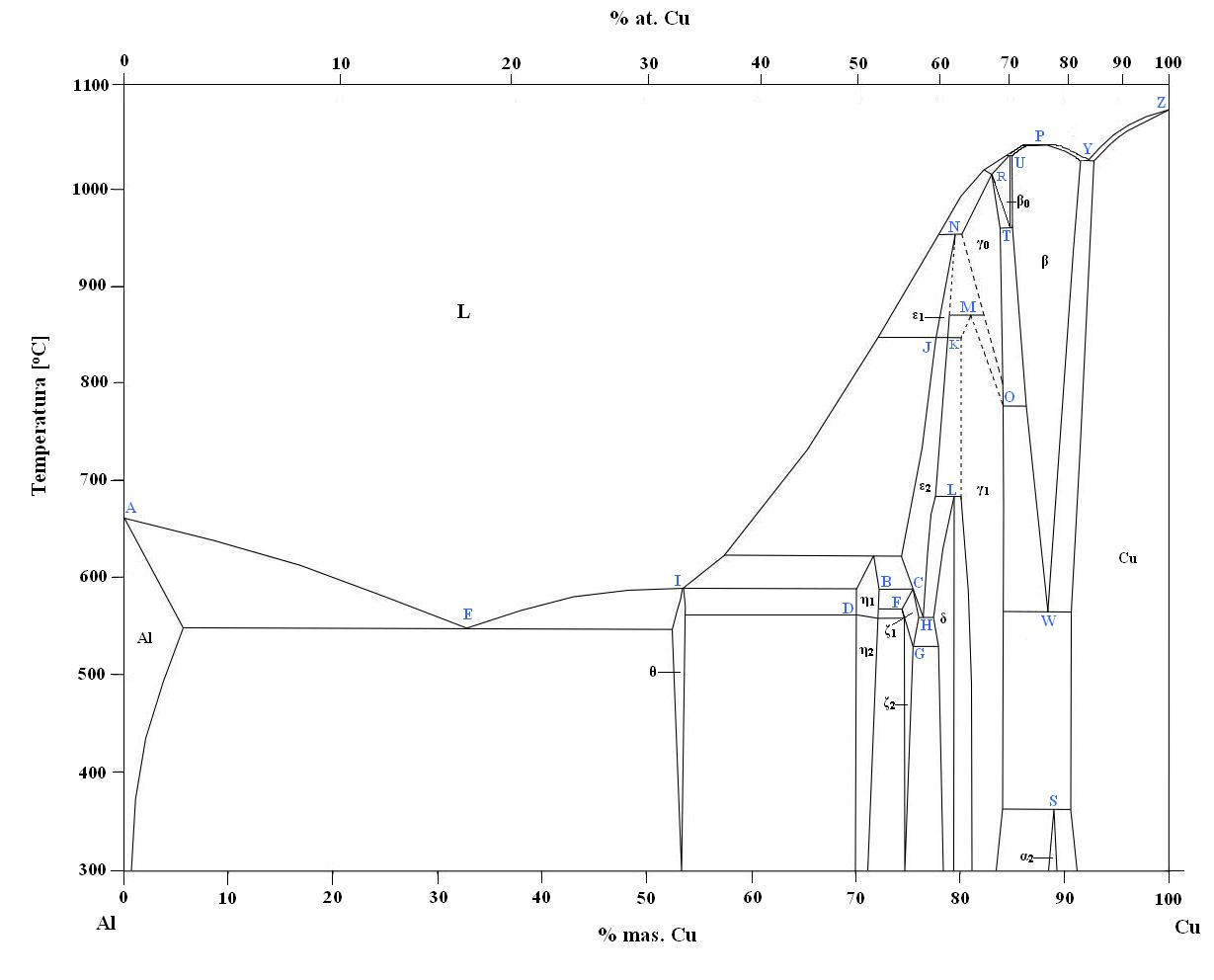
Phasendiagramm für Al-Cu. Die Aluminiumbronzen befinden sich im rechten Teil des Diagramms. Im linken befinden sich Aluminium-Kupfer-Legierungen.

| Dichte                      | ca. 7400..8200 kg/m³ |
| Elastizitätsmodul           | ca. 110.000 N/mm²    |
| Wärmeleitfähigkeit          | ca. 56 W/(m*K)       |
| spez. Wärmekapazität        | ca. 350 J/(kg*K)     |
| Wärmeausdehnungskoeffizient | ca. 17·10−6/K        |
| Streckgrenze                | ca. 275 N/mm²        |
| Zugfestigkeit               | ca. 550 N/mm²        |
| Schubmodul                  | ca. 85.000 N/mm²     |
| Poissonzahl                 | 0,3                  |

### Schweißbarkeit
Das Schweißen von Aluminiumbronzen ist wegen der leichten Oxidierbarkeit des Aluminiums herausfordernd. Als Schweißstäbe oder -drähte wurden Kupferlegierungen benutzt, die eigentlich für die Schweißung von Kupfer in Frage kamen und mit Flussmitteln umhüllt waren, die in der Regel Fluoride enthielten. Am 9. Juni 1952 wurde der Firma Carl Canzler unter der Nummer DE840943C ein weltweit gültiges Patent für einen auf Kupferbasis, mit Aluminium, Mangan und Silizium legierten Schweißstab bzw. -draht erteilt. Das Patent ist inzwischen abgelaufen.

### Weitere Eigenschaften (je nach Legierungszusammensetzung)
- verschleißfest
- beständig gegen Seewasser, Korrosion, Verzunderung, Erosion und Kavitation
- warmfest bis ca. 400 °C

### Verwendungsbeispiele
Die Legierung wird beispielsweise für Schiffspropeller, Gleitelemente, Lager, Wellen, Schrauben, Muttern, Bolzen, Schneckenräder, Schnecken, Zahnräder und Münzen sowie in der chemischen Industrie genutzt.